# 中山正
中山 正（なかやま ただし、1912年7月26日 - 1964年6月5日）は、日本の数学者（環論・表現論）。名古屋大学教授在職中に逝去。

## 略歴
東京生まれ。1935年、東京帝国大学を卒業。1937年から2年間、プリンストン高等数学研究所に滞在。1941年、大阪帝国大学より博士号を取得。1944年、名古屋大学教授。1954年に日本学士院賞を受賞  。1963年日本学士院会員。名古屋数学雑誌(NAGOYA MATHEMATICAL JOURNAL)の創刊、編集に尽力した。
代数学における中山の補題で有名。1964年に結核のため死去。
晩年、理学部A館4階の研究室まであえぎつつ階段を昇る博士のために置かれたという「中山先生の椅子」の話はいまでも語り継がれている。

## 受賞等
- 1950年 ICM 1950 Cambridge (USA) 招待講演[7][8]
- 1954年 第44回日本学士院賞（昭和29年） - 「環論及び表現論に関する研究」に対して[9]。

## 主な著作

### 学位論文
- 博士号（理学） 中山正『On frobeniusean algebras』大阪帝国大学、1941年。 NAID 500000315242。 [報告番号不明]

### 書籍
- 『局所類体論』、岩波書店〈岩波講座数学9 別項〉、1935年。NCID BN14766638。
- 『束の代数的理論』、岩波書店〈現代数学叢書 束論; I〉、1944年。NCID BN1058006X。
- 『代数系と微分 : 代数学よりの二三の話題』、河出書房〈数学集書4〉、1948年。NCID BN04295422。
- 『集合・位相・代数系』改版、至文堂、1965年。NCID BN13519043。

### 共著
- 東屋五郎『環論』、岩波書店〈現代数学5 代数学 2〉、1954年。	NCID BN02068361。
- 松島与三、秋月康夫、永田雅宜『リー環論 . 近代代数学 . ホモロジー代数学』、服部昭（編）、共立出版〈現代数学講座[6]〉、1956年。		NCID BN04204212。復刊、2010年。ISBN 9784320019461、NCID BB04268287。